# Hey! Say! JUMP LIVE TOUR 2023-2024 PULL UP!
『Hey! Say! JUMP LIVE TOUR 2023-2024 PULL UP!』（ヘイセイジャンプ ライブ ツアー 2023-2024 プルアップ）は、Hey! Say! JUMPのライブ・ビデオ。2024年8月21日にストームレーベルズから発売された。

## 概要
2023年12月6日に発売したアルバム『PULL UP!』を引っ提げ、2023年12月23日から2024年1月14日まで開催した全国4大ドームを回るツアー「Hey! Say! JUMP LIVE TOUR 2023-2024 PULL UP!」の東京ドーム公演が収録されている。
初回限定盤の特典映像にはグループとして初めて全公演のMCダイジェストやアンコール日替わり曲集、地方公演の様子が収録されており、通常盤には120分超えの長尺のメイキング映像が収録されている。
初回限定盤（Blu-ray/DVD）と通常盤（Blu-ray/DVD）の2種類で発売。

## 特典・仕様
初回限定盤
- 三方背・デジパック仕様
- ライブフォトブックレット（64P）
- 封入特典：福岡公演楽屋にて開催！「山田涼介写真集お渡し会 チェキ風フォトカード（7枚セット）」

通常盤
- ポストカード3枚封入

## 収録内容

### 本編内容
125分収録。Blu-rayではDisc 1にまとめて収録。

#### Disc 1
1. サンダーソニア
2. ネガティブファイター
3. PULL UP
4. ウィークエンダー
5. Muah Muah
6. ファンファーレ!
7. VILLAIN
8. Dirty Innocence
9. あの日の夢を見させてよ
10. 恋をするんだ
11. ときめくあなた
12. 我 I Need You
13. キミアトラクション

#### Disc 2
1. Sweet Chilli Sauce
2. あの日の僕へ
3. Evans Knot
4. White Love
5. ウラオモテ
6. Ready to Jump
7. Tiki Don
8. Mush up Medley
  1. Ride With Me
  2. め
  3. 「ありがとう」〜世界のどこにいても〜
  4. ウィークエンダー
  5. Your Seed
  6. Entertainment
9. DEAR MY LOVER
10. キミノミカタ
〈Encore〉
11. 明日へのYELL
12. それぞれ。
13. 春玄鳥
14. Come On A My House
15. だいすきなきみへ

### 特典映像

#### 初回限定盤
DVDではDisc 3、Blu-rayではDisc 2に収録。
- 全公演MCダイジェスト
- アンコール日替わり曲集（Come On A My House / GIFT / ナイモノネダリ / Baby I Love You / Dreams come true / Snow White / Give Me Love / Chau# / エーデルワイス / Sing-along / JUMPing CAR）
- ソロ&マルチアングル3曲（VILLAIN（ソロアングル） / White Love（ソロアングル） / Evans Knot（マルチアングル））

#### 通常盤
DVD、Blu-rayともにDisc2に収録。
- Documentary of LIVE TOUR PULL UP!

## チャート成績
初週はDVDが4.7万枚、Blu-rayが8.9万枚で合計13.6万枚を売り上げ、「オリコン週間DVDランキング」「オリコン週間Blu-ray Discランキング」ともに初登場1位を獲得。音楽作品のDVDとBDを合計した「週間ミュージックDVD・BDランキング」でも1位となり、4作連続・通算4作目の「映像3部門」同時1位を獲得した。